# ويل كولين هارت
ويل كولين هارت (بالإنجليزية: Will Cullen Hart)‏ هو موسيقي أمريكي، ولد في 14 يونيو 1971.

## وصلات خارجية
- ويل كولين هارت على موقع ميوزك برينز (الإنجليزية)
- ويل كولين هارت على موقع أول ميوزيك (الإنجليزية)
- ويل كولين هارت على موقع ديسكوغز (الإنجليزية)